# Odile Gilbert
Pour les articles homonymes, voir Gilbert.
 (décembre 2014).
Odile Gilbert est une coiffeuse styliste française.

## Biographie
Odile commence sa carrière en 1975 en tant qu'assistante du coiffeur Bruno Pittini, à son salon parisien et en studio. Travailler auprès de Pittini lui permet de rencontrer de nombreuses personnalités et de travailler sur des défilés de mode et des prises de vues de campagnes publicitaires.
En 1982, elle s'installe à New York et commence à travailler avec les photographes : Richard Avedon, Helmut Newton, Herb Ritts, Irving Penn, Steven Klein, Peter Lindbergh, Jean-Baptiste Mondino, Paolo Roversi.
Des marques de mode et de parfums lui confient les coiffures de leurs campagnes publicitaires, telles que Calvin Klein, Lancôme, Giorgio Armani, Jean Paul Gaultier. 
Son travail le plus médiatisé est celui des défilés, sur lesquels elle travaille en étroite collaboration avec les créateurs de mode, depuis plusieurs années pour certains.
En 2000, elle crée à Paris sa propre agence, L'ATELIER(68), pour gérer sa carrière et représenter de nouveaux talents dans les métiers de la beauté.
En 2001, elle crée sa marque d'accessoires cheveux, Odile Gilbert Créations.
En 2003, elle publie (en) Her Style, Hair by Odile Gilbert aux Éditions 7L -  (ISBN 978-3882439250), préfacé par Karl Lagerfeld.
En 2005, Sofia Coppola lui confie la direction artistique des coiffures du rôle principal de son long métrage Marie-Antoinette, incarnée par Kirsten Dunst.
En 2006, Odile reçoit les insignes de chevalier des Arts et des Lettres des mains du ministre de la Culture et de la Communication, Renaud Donnedieu de Vabres pour ses créations dans le domaine artistique et sa contribution au rayonnement de la culture française dans le monde. Elle est, en 2018, la seule coiffeuse à avoir reçu cette distinction.
En 2007, le Costume Institute du Metropolitan Museum of Art de New York fait l'acquisition d'un des chapeaux Haut de Forme en cheveux naturels crée pour la maison Jean Paul Gaultier Haute Couture pour la collection automne-hiver 2006.

## Distinctions
- Trophées de la Mode 1997 & 1999
- Vénus de la Mode 1999, 2004 & 2006
- Victoires de la Beauté 2003
- Chevalier de l'ordre des Arts et des Lettres (juillet 2006)